# Missi Pyle
Missi Pyle, właśc. Andrea Kay Pyle (ur. 16 listopada 1972 w Houston) – amerykańska aktorka i piosenkarka.
Najbardziej znana z ról pani Beauregarde w filmie Charlie i fabryka czekolady oraz Laliari w filmie Kosmiczna załoga.

## Życiorys
Urodziła się w Houston w Teksasie, a wychowała w Memphis w stanie Tennessee. Córka Lindy i Franka Pyle, ma czworo starszego rodzeństwa, siostry Debbie i Julie oraz braci Sama i Paula. Uczęszczała do szkoły średniej w Germantown, gdzie występowała w szkolnej stacji kablowej GHS-TV oraz Poplar Pike Playhouse Theatre. W 1995 ukończyła North Carolina School of the Arts w Winston-Salem w Karolinie Północnej.
Zadebiutowała niewielką rolę w komedii Lepiej być nie może (1997). Kolejne godne uwagi role zagrała w parodii science fiction Kosmiczna załoga (1999), Kevin sam w domu 4 (2002), Duża ryba (2003) oraz Charlie i fabryka czekolady (2005), Całe szczęście (2006) oraz Soccer Mom (2008), w której zagrała podwójną rolę. Wystąpiła także w wielu serialach telewizyjnych takich, jak: Szaleję za tobą, Frasier, Przyjaciele (odcinek „The One with Ross's Teeth”), Ally McBeal, Dwóch i pół, Orły z Bostonu, Chirurdzy, Herosi i Mentalista. Okazjonalnie występuje jako aktorka głosowa: seriale Głowa rodziny (1999) i Amerykański tata (2005).
Jedyną nagrodę, jaką zdobyła to nagroda Sunny Side Up Film Festival (2019) dla najlepszej aktorki drugoplanowej za udział w filmie Caretakers (2018). W 2004 wraz z Queen Latifah otrzymała nominację do MTV Movie Award w kategorii „Najlepsza scena walki” za występ w filmie Wszystko się wali (2003).
W 2007 roku podczas kręcenia pilota serialu dla stacji ABC poznała aktorkę i piosenkarkę Shawnee Smith. Stwierdziła wtedy, że jej marzeniem było śpiewać w zespole rockowym i razem ze Smith utworzyły w Los Angeles zespół country rockowy Smith & Pyle. Debiutancki album „It's OK to Be Happy” grupa nagrała i wydała pod własnym szyldem w 2008. Pierwszy występ na żywo odbył się 18 stycznia 2008 w Teksasie. Grupa koncertowała w USA do 2011, kiedy to zespół oficjalnie rozwiązał się, przed ukończeniem drugiego albumu.
W 2004 zajęła 98. miejsce na liście „100 gorących kobiet magazynu Maxim”. Trenowała taekwondo. Ma 182 cm wzrostu.

## Życie prywatne
Była dwukrotnie mężatką: z Antonio Sacre (2000–2005) i Caseyem Andersonem (2008–2012).

## Filmografia
- 1997: Lepiej być nie może (As Good as It Gets)
- 1999: Szaleję za tobą (Mad About You, serial TV)
- 1999: Kosmiczna załoga (Galaxy Quest)
- 1999: Przyjaciele {Friends, serial TV)
- 2001: Ally McBeal (serial TV)
- 2002: Kevin sam w domu 4 (Home Alone 4)
- 2003: Duża ryba (Big Fish)
- 2003: Frasier (serial TV)
- 2003: Wszystko się wali (Bringing Down The House)
- 2004: Zabawy z piłką (Dodgeball: A True Underdog Story)
- 2004–2015: Dwóch i pół (Two and a Half Men, serial TV)
- 2005: Charlie i fabryka czekolady (Charlie and the Chocolate Factory)
- 2006: Całe szczęście (Just My Luck)
- 2006–2008: Orły z Bostonu (Boston Legal, serial TV)
- 2007: Smaki miłości (Feast of Love)
- 2007: Śmierć na żywo (Live!)
- 2007: Herosi (Heroes, serial TV)
- 2007: The Wedding Bells (serial TV)
- 2007−2010: Sarah Silverman (serial TV)
- 2008: Soccer Mom
- 2008: Amerykański wieczór (American Crude)
- 2008: Ładni brzydcy ludzie (Pretty Ugly People)
- 2009: Babskie wakacje (Spring Breakdown)
- 2010: Chirurdzy (Grey’s Anatomy, serial TV)
- 2010–2011: Mentalista (Mentalist, serial TV)
- 2011: Artysta (The Artist)
- 2012: Greetings from Home (serial TV)
- 2013–2014: Byli (The Exes, serial TV)
- 2013–2014: Cleaners (serial TV)
- 2014: Jennifer Falls (serial TV)
- 2014: Zaginiona dziewczyna (Gone Girl)
- 2015: Whole Day Down (serial TV)
- 2015: Where the Bears Are (serial TV)
- 2015–2018: Another Period (serial TV)
- 2016: Gwiazda Internetu (Internet Famous)
- 2016: Bordertown (serial TV)
- 2016: The Soul Man (serial TV)
- 2016: Sing It! (serial TV)
- 2017: Deidra i Laney okradają pociągi (Deidra & Laney Rob a Train)
- 2017: Módl się o deszcz (Pray for Rain)
- 2017: Mamuśka (Mom, serial TV)
- 2017: Jumanji: Przygoda w dżungli (Jumanji: Welcome to the Jungle)
- 2018: Caretakers
- 2018: Nie ma jak u siostry (Nobody's Fool)
- 2018–2019: Impulse (serial TV)
- 2019: Chodzenie, jazda, rodeo (Walk. Ride. Rodeo)
- 2020: Dirty John (serial TV)